# Estat de Baden
Baden va ser un estat de la República Federal d'Alemanya. Creat al 1945, amb el nom de Baden del Sud (Südbaden), va ser una subdivisió de la zona d'ocupació francesa després de la Segona Guerra Mundial. Al desembre de 1946, va canviar el seu nom a Baden i es va convertir en un estat fundador de l'Alemanya Occidental. La seva capital fou Friburg de Brisgòvia. El 1952 es va unir amb Württemberg-Hohenzollern i Württemberg-Baden per formar l'actual Baden-Württemberg.

## Història

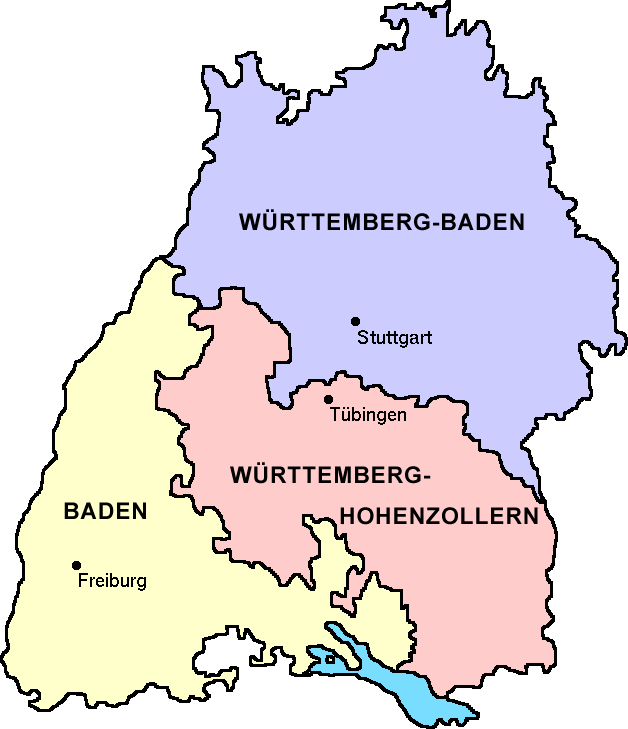
Els tres estats que es van fusionar per formar Baden-Württemberg el 1952.

A la Conferència de Ialta de 1945, a França li va ser adjudicada una zona d'ocupació per a l'administració de la postguerra alemanya. El sud-oest d'Alemanya, prèviament consistent a en la República de Baden, Württemberg i la província prussiana de Hohenzollern va ser dividit entre França al sud i els Estats Units al nord. La frontera sud d'aquesta part de la zona administrada pels Estats Units va ser fixada de tal manera que l'autobahn de connexió entre Karlsruhe i Múnic (en l'actualitat Bundesautobahn 8) fos completament continguda dins de la zona americana. A la zona francesa, Hohenzollern i la meitat sud de Württemberg van ser fusionats per formar Württemberg-Hohenzollern. La meitat sud de Baden va ser establert com Baden del Sud el 1 de desembre de 1945. Friburg de Brisgòvia va ser designada com a capital de Baden del Sud, ja que l'anterior capital de Baden, Karlsruhe, es trobava a la zona americana.
El 19 de maig de 1947 va ser promulgada una constitució per Baden. El preàmbul reclamava per a aquest nou estat era el veritable successor de l'antiga Baden: encara que la major part del seu territori només havia pertangut a Baden en els últims 150 anys. Per reforçar les seves reclamacions, la constitució també va adoptar la bandera i l'escut anteriors a la Segona Guerra Mundial, per al nou estat. La constitució també deixava clar que el nom de l'estat era "Baden" en lloc de "Baden del Sud". El 1949, el parlament de Baden va votar a favor de la Llei fonamental per a la República Federal d'Alemanya i es va convertir en un dels estats fundadors de l'Alemanya Occidental des de la seva formació el 23 de maig de 1949.
Amb la fi del govern militar a Alemanya Occidental, les tres potències occidentals van requerir que els líders dels estats haurien de tornar a examinar i finalitzar les fronteres que havien estat establertes durant l'ocupació. Al sud-oest, no estava decidit si Baden i Württemberg haurien de ser restablerts com a estats separats (amb Württemberg absorbint Hohenzollern, ja que Prússia havia estat abolida) o fusionats per formar un nou estat. A Baden, el seu president era un fort oponent a la fusió. El 1950, es va dur a terme un referèndum amb relació a la fusió dels tres estats sud-occidentals. Dins de les fronteres de Baden anteriors a 1945, va ser rebutjada la fusió i va ser escollida la restauració de Baden. Però aquest vot a Baden va ser contrapesat per la més populosa Württemberg, on la fusió va ser acceptada. Seguint aquest referèndum, els tres estats sud-occidentals van ser fusionats per formar el modern estat de Baden-Württemberg el 25 d'abril de 1952.
Es van emprendre diversos recursos legals contra el referèndum i la fusió resultant. El nou Tribunal Constitucional d'Alemanya (Bundesverfassungsgericht) va rebutjar l'anul·lació del referèndum de 1951, després que les votacions dels jutges acabessin en empat. El 1956, el tribunal va concloure que el referèndum a Baden (del Sud) no va ser acceptat per la majoria i hauria de ser repetit. El govern de Baden-Württemberg no va permetre repetir això fins a catorze anys més tard, al 1970: divuit anys després de la fusió. Aquesta vegada, el vot a Baden (del Sud) va ser el 81% en favor de l'statu quo.

## Administració
Durant el primer any d'existència, Baden del Sud va ser directament governat per l'administració militar francesa. Després de les eleccions locals de desembre de 1946, el Partit Popular Social-cristià de Baden (BCSV) va sorgir com el partit més fort i el seu líder, Leo Wohleb, va ser triat per l'administració francesa com a president de la secretaria de l'estat. L'abril del 1947, el BCSV es va associar amb la federal Unió Demòcrata Cristiana (CDU) canviant el seu nom a CDU-Baden, sent així un predecessor de la CDU Baden-Württemberg.
El 24 de juliol de 1947 es va realitzar les primeres i úniques eleccions de Baden, obtenint la CDU de Wohleb una majoria absoluta del 55,9%. El SPB, la branca de Baden del SPD, va esdevenir la segona força amb el 22,4%. A causa que l'administració militar francesa encara mantenia poders executius claus a Baden, no va poder realitzar-se un govern amb un únic partit tot i la majoria absoluta de la CDU. Els intents per crear un govern amb tots els partits van fracassar, a causa dels desacords sobre la inclusió en el govern del Partit Comunista (KPD). Finalment, es va formar una gran coalició entre la CDU i l'SPB, amb Wohleb com a ministre-president. Després de la formació de la República Federal d'Alemanya i la fi de l'administració francesa, es van permetre novament governs d'un únic partit i no es va necessitar més la coalició. Des de 1949 fins a 1952, Wohleb va governar Baden al capdavant de governs només de la CDU.

## Ministre-President de Baden
- 1946-1952: Leo Wohleb (BCSV)

## President del Landtag
- 1947-1952; Karl Person (CDU)